# 杜希夫
50°0′17″N 25°42′46″E / 50.00472°N 25.71278°E
杜希夫（烏克蘭語：Духів），是烏克蘭的村落，位於該國西部捷爾諾波爾州，由克列梅涅茨區負責管轄，始建於1445年，面積17.4平方公里，2021年人口50，人口密度每平方公里11.03人。